# Plagiostropha
Plagiostropha là một chi ốc biển, là động vật thân mềm chân bụng sống ở biển thuộc họ Drilliidae.

## Các loài
Các loài thuộc chi Plagiostropha bao gồm:
- Plagiostropha caledoniensis (Wells, 1995)[2]
- Plagiostropha costata (Wells, 1995)[3]
- Plagiostropha flexus (Shuto, 1983)[4]
- Plagiostropha hexagona (Wells, 1995)[5]
- Plagiostropha sinecosta Wells, 1991[6]